# Powiat Isawa
Powiat Isawa (jap. 胆沢郡 Isawa-gun) – powiat w Japonii, w prefekturze Iwate. W 2024 roku liczył 15 173 mieszkańców.

## Miejscowości
- Kanegasaki